# Конституционный референдум в Венесуэле (апрель 1999)
Референдум о созыве Конституционной ассамблеи для разработки и принятия новой конституции Венесуэлы состоялся 25 апреля 1999 года. Избирателям было предложено ответить на два вопроса:
1. Должна ли созываться Конституционная ассамблея?
2. Согласны ли вы с предложением президента о том, как должна избираться Ассамблея (каждый избиратель имеет десять голосов)?

В результате большинство участников референдума положительно ответили на оба вопроса. Явка избирателей составила 37,8 %.

## Результаты
1. Должна ли созываться Конституционная ассамблея?
| Ответ                 | Голоса     | %     |
| --------------------- | ---------- | ----- |
| Да                    | 3 630 666  | 87,75 |
| Против                | 300 223    | 7,64  |
| Недействительные      | 198 648    | 4,80  |
| Всего                 | 4 129 547  | 100   |
| Зарегистрировано/Явка | 11 022 031 | 37,47 |
| Источник: CNE         |            |       |

2. Согласны ли вы с предложением президента о том, как должна избираться Ассамблея (каждый избиратель имеет десять голосов)?
| Ответ                 | Голоса     | %     |
| --------------------- | ---------- | ----- |
| Да                    | 3 382 075  | 81,74 |
| Против                | 527 632    | 12,75 |
| Недействительные      | 209 689    | 5,07  |
| Всего                 | 4 129 547  | 100   |
| Зарегистрировано/Явка | 11 022 031 | 37,47 |
| Источник: CNE         |            |       |